# Soviet Star
Soviet Star (1984-2014) est un cheval de course pur-sang.

## Carrière de course
Élevé dans le Kentucky, Soviet Star est acquis yearling par l'écurie du Cheikh Mohammed Al Maktoum pour 310 000 dollars et envoyé à Chantilly chez l'entraîneur André Fabre. Il commence sa carrière à 2 ans, en fin de saison, par une victoire à Saint-Cloud. Sa victoire de rentrée dans le Prix de Fontainebleau, lui vaut d'être propulsé favori de la Poule d'Essai des Poulains. Soviet Star se montre à la hauteur de son statut en remportant la course avec brio, au prix d'un finish qui incite son partenaire Greville Starkey tenter une comparaison avec Dancing Brave, vainqueur fabuleux du Prix de l'Arc de Triomphe à l'automne précédent. Comparaison qui semblerait hasardeuse si le jockey britannique n'avait pas lui-même conduit ledit Dancing Brave à la victoire à certaines occasions. Au-delà des appréciations personnelles, la comparaison n'a pas lieu d'être puisque Soviet Star ne dépassera jamais le mile.  
Soviet Star connaît un premier revers dans le Prix Jean Prat, à la surprise générale, où il perd son invincibilité dans un terrain souple qu'il n'apprécie guère. Battu de nouveau en Angleterre par Half A Year dans les St. James's Palace Stakes, il se reprend face aux chevaux d'âge dans les Sussex Stakes. À l'automne, il affronte pour la première fois dans le Prix du Moulin de Longchamp une légende en devenir, l'exceptionnelle Miesque, qui ne lui laisse aucune chance et le relègue à plus de deux longueurs.   
Soviet Star revient à la compétition à 4 ans, associé à un nouveau jockey, l'Américain Cash Asmussen, du côté de Sandown, en Angleterre, s'imposant comme à la parade dans le Sandown Mile. Mais il s'incline ensuite face à Waajib, d'un souffle, dans les Queen Anne Stakes. André Fabre décide alors de tenter un pari qui peut sembler déraisonnable en alignant son protégé, spécialiste du mile, sur le sprint dans la July Cup, mais qui s'avère gagnant, puisque son protégé se joue des spécialistes anglais de la distance et remporte une éclatante victoire, par 2 longueurs. Cette tentative sur le sprint sera toutefois sans lendemain puisqu'on retrouve Soviet Star au départ des 1 600 mètres du Prix Jacques Le Marois où, pour la première fois, il termine plus loin que deuxième, relégué à la quatrième place loin derrière la reine Miesque. Il fera toutefois vaciller la couronne de Miesque trois semaines, en mettant sa tête devant la sienne à l'arrivée du Prix du Moulin de Longchamp, lui infligeant ainsi sa seule défaite de l'année. Titulaire de cinq victoires de groupe 1, Soviet Star manque ses adieux dans les Queen Elizabeth II Stakes, où il se montre méconnaissable.   

### Résumé de carrière
| Date         | Hippodrome  | Pays        | Course                      | Statut      | Distance    | Jockey           | Place       | Écart       | Deuxième       |
| 1986, 2 ans  | 1986, 2 ans | 1986, 2 ans | 1986, 2 ans                 | 1986, 2 ans | 1986, 2 ans | 1986, 2 ans      | 1986, 2 ans | 1986, 2 ans | 1986, 2 ans    |
| ------------ | ----------- | ----------- | --------------------------- | ----------- | ----------- | ---------------- | ----------- | ----------- | -------------- |
| 30 octobre   | Saint-Cloud | France      | Prix Samourai               | Maiden      | 1 500 m     | Alain Lequeux    | 1er / 13    | 1 ½         | Falcon Eye     |
| 1987, 3 ans  |             |             |                             |             |             |                  |             |             |                |
| 20 avril     | Longchamp   | France      | Prix de Fontainebleau       | Gr. 3       | 1 600 m     | Greville Starkey | 1er / 8     | 1 ½         | Miracle Horse  |
| 10 mai       | Longchamp   | France      | Poule d'Essai des Poulains  | Gr. 1       | 1 600 m     | Greville Starkey | 1er / 14    | 1           | Noble Minstrel |
| 31 mai       | Longchamp   | France      | Prix Jean Prat              | Gr. 1       | 1 600 m     | Greville Starkey | 2e / 9      | 1/2         | Risk Me        |
| 16 juin      | Ascot       | Royaume-Uni | St. James's Palace Stakes   | Gr. 1       | 1 600 m     | Greville Starkey | 2e / 5      | 1           | Half A Year    |
| 29 juillet   | Goodwood    | Royaume-Uni | Sussex Stakes               | Gr. 1       | 1 600 m     | Greville Starkey | 1er / 7     | 1/2         | Star Cutter    |
| 6 septembre  | Longchamp   | France      | Prix du Moulin de Longchamp | Gr. 1       | 1 600 m     | Greville Starkey | 2e / 7      | 2 ½         | Miesque        |
| 25 octobre   | Longchamp   | France      | Prix de la Forêt            | Gr. 1       | 1 400 m     | Greville Starkey | 1er / 14    | 1           | Highest Honor  |
| 1988, 4 ans  |             |             |                             |             |             |                  |             |             |                |
| 22 avril     | Sandown     | Royaume-Uni | Sandown Mile                | Gr. 2       | 1 600 m     | Cash Asmussen    | 1er / 6     | 2 ½         | Shady Heights  |
| 14 juin      | Ascot       | Royaume-Uni | Queen Anne Stakes           | Gr. 2       | 1 600 m     | Cash Asmussen    | 2e / 5      | tête        | Waajib         |
| 7 juillet    | Newmarket   | Royaume-Uni | July Cup                    | Gr. 1       | 1 200 m     | Cash Asmussen    | 1er / 9     | 2           | Big Shuffle    |
| 14 août      | Deauville   | France      | Prix Jacques Le Marois      | Gr. 1       | 1 600 m     | Cash Asmussen    | 4e / 6      | 3           | Miesque        |
| 4 septembre  | Longchamp   | France      | Prix du Moulin de Longchamp | Gr. 1       | 1 600 m     | Cash Asmussen    | 1er / 7     | tête        | Miesque        |
| 24 septembre | Ascot       | Royaume-Uni | Queen Elizabeth II Stakes   | Gr. 1       | 1 600 m     | Cash Asmussen    | 4e / 8      | 8           | Warning        |

## Au haras
Installé à Dalham Hall à Newmarket, Soviet Star est envoyé au Japon en 1994, puis fait la navette avec la Nouvelle-Zélande in 1999 avant de revenir l'année suivante en Europe, à Ballylinch Stud, en Irlande. Sa carrière d'étalon aura été plutôt bonne, sans atteindre les sommets. Il compte 8 lauréats de groupe 1 parmi sa progéniture.
Parmi ses meilleurs produits, citons (avec le père de mère entre parenthèses) :
- Starcraft (Pompeii Court) : Australian Derby, Chipping Norton Stakes, Queen Elizabeth II Stakes, Prix du Moulin de Longchamp
- Ashkalani (Dalsaan) : Poule d'Essai des Poulains, Prix du Moulin de Longchamp
- Starborough (Desert Wine) : St. James's Palace Stakes, Prix Jean Prat
- Soviet Line (High Line) Lockinge Stakes
- Limpid (Affirmed) : Grand Prix de Paris
- Freedom Cry (Mount Hagen) : 2e Prix de l'Arc de Triomphe, Champion Stakes, Breeders' Cup Turf

En semi-retraite depuis 2010, Soviet Star passe les dernières années de sa vie avec Bertie la chèvre, et s'éteint en 2014, à 30 ans. 

## Origines
Soviet Star est issu du grand étalon Nureyev, phénomène à la carrière avortée qui est aussi le père de sa rivale Miesque, ou encore de Peintre Célèbre, Zilzal, Spinning World, Sonic Lady et Theatrical. Les exploits de Soviet Star et Miesque contribuèrent d'ailleurs grandement à son titre de tête de liste des étalons en France en 1987. 
article détaillé Nureyev
Verushka, la mère, avait 17 ans lorsqu'elle mis au monde Soviet Star. Cette jument français avait été exportée au États-Unis (comme Nureyev, d'ailleurs), et s'est signalée comme poulinière en donnant la formidable The Very One (par One For All), qui courut pas moins de 71 fois, pour 22 victoires (dont un seul groupe 1, le Santa Barbara Handicap), et 12 places : 2e du Washington, D.C. International, du Santa Margarita Handicap, du Flower Bowl Handicap, et 3e des Turf Classic Stakes, du San Juan Capistrano Handicap et de la Japan Cup. Un an après Soviet Star, Veruschka donna la bonne Lyphka (par Lyphard), deuxième du Prix d'Astarté.

### Pedigree
| Origines de Soviet Star (USA), mâle bai né en 1984 | Origines de Soviet Star (USA), mâle bai né en 1984 | Origines de Soviet Star (USA), mâle bai né en 1984 | Origines de Soviet Star (USA), mâle bai né en 1984 |
| -------------------------------------------------- | -------------------------------------------------- | -------------------------------------------------- | -------------------------------------------------- |
| Père Nureyev 1977                                  | Northern Dancer 1961                               | Nearctic                                           | Nearco                                             |
| Père Nureyev 1977                                  | Northern Dancer 1961                               | Nearctic                                           | Lady Angela                                        |
| Père Nureyev 1977                                  | Northern Dancer 1961                               | Natalma                                            | Native Dancer                                      |
| Père Nureyev 1977                                  | Northern Dancer 1961                               | Natalma                                            | Almahmoud                                          |
| Père Nureyev 1977                                  | Special 1969                                       | Forli                                              | Aristophanes                                       |
| Père Nureyev 1977                                  | Special 1969                                       | Forli                                              | Trevisa                                            |
| Père Nureyev 1977                                  | Special 1969                                       | Thong                                              | Nantallah                                          |
| Père Nureyev 1977                                  | Special 1969                                       | Thong                                              | Rough Shod                                         |
| Mère Veruschka 1967                                | Venture 1957                                       | Relic                                              | War Relic                                          |
| Mère Veruschka 1967                                | Venture 1957                                       | Relic                                              | Bridal Colors                                      |
| Mère Veruschka 1967                                | Venture 1957                                       | Rose O'Lynn                                        | Pherozshah                                         |
| Mère Veruschka 1967                                | Venture 1957                                       | Rose O'Lynn                                        | Rocklyn                                            |
| Mère Veruschka 1967                                | Marie d'Anjou 1954                                 | Vandale                                            | Plassy                                             |
| Mère Veruschka 1967                                | Marie d'Anjou 1954                                 | Vandale                                            | Vanille                                            |
| Mère Veruschka 1967                                | Marie d'Anjou 1954                                 | Marigold                                           | Panipat                                            |
| Mère Veruschka 1967                                | Marie d'Anjou 1954                                 | Marigold                                           | Theodora (famille 9-f)                             |